# Višnjica (żupania sisacko-moslawińska)
Višnjica – wieś w Chorwacji, w żupanii sisacko-moslawińskiej, w gminie Jasenovac. W 2011 roku liczyła 144 mieszkańców.